# Savarese (fumetto)
Savarese è una serie a fumetti, creata da Robin Wood e disegnata da Domingo Mandrafina.

## Storia editoriale
Ideato nel 1977 per la casa editrice argentina Editorial Columba, venne tradotto e ripresentato in lingua italiana negli anni ottanta sul settimanale Lanciostory, stampato dalla Eura Editoriale.

## Trama
Giovanni Savarese è il figlio di un piccolo proprietario terriero siciliano, ucciso per questioni di mafia ai primi del Novecento, ed obbligato a fuggire a Palermo dopo l'uccisione sistematica di tutti i componenti della sua famiglia. Da qui, dopo una lite con i parenti che lo sfruttavano, si imbarca su una nave diretta negli Stati Uniti. Cresciuto a New York, nel quartiere di Little Italy, deriso per l'esile corporatura, ma dotato di un'integerrima onestà e di un'intelligenza deduttiva innata, si arruolerà prima nella polizia della città, e poi entrerà a far parte del primo nucleo della neonata FBI.

## Elenco degli episodi
Eura Editoriale ripropose questa saga a colori nella collana Euracomix che mensilmente proponeva un albo dedicato a un fumetto della scuola sudamericana. 
Questa edizione presenta alcuni riadattamenti rispetto alla versione originale. La narrazione non è divisa in episodi, ma è presentata come un'unica storia con un "taglia e cuci" di vignette e testi, inoltre nella versione originale gli episodi erano presentati nel formato di quattro strisce per pagina, contro le tre di questa versione.
| Serie       | Titolo                        | Data di pubblicazione | Nr. Euracomix |
| ----------- | ----------------------------- | --------------------- | ------------- |
| Savarese 01 | Giovanni-John                 | Giugno 1988           | 002           |
| Savarese 02 | La scelta                     | Dicembre 1988         | 007           |
| Savarese 03 | F.B.I.                        | Giugno 1989           | 013           |
| Savarese 04 | Anni ruggenti                 | Novembre 1989         | 017           |
| Savarese 05 | Quando cantano i mitra        | Giugno 1990           | 024           |
| Savarese 06 | La morte ama il caldo         | Aprile 1991           | 033           |
| Savarese 07 | Un inferno chiamato New York  | Gennaio 1996          | 088           |
| Savarese 08 | Sicilia                       | Settembre 1996        | 096           |
| Savarese 09 | Senza tregua                  | Luglio 1997           | 106           |
| Savarese 10 | Una città senza domani        | Giugno 1998           | 117           |
| Savarese 11 | Quando escono i lupi          | Febbraio 1999         | 125           |
| Savarese 12 | Quelle notti a New York       | Agosto 1999           | 131           |
| Savarese 13 | I mille volti della giustizia | Novembre 1999         | 134           |
| Savarese 14 | Quelle arance rosso sangue    | Marzo 2000            | 138           |
| Savarese 15 | Arriverà l'inverno            | Giugno 2000           | 141           |
| Savarese 16 | Elegia per un fratello        | Settembre 2000        | 144           |
| Savarese 17 | Lincoln-New Mexico            | Dicembre 2000         | 147           |
| Savarese 18 | Il migliore dei nemici        | Giugno 2001           | 153           |
| Savarese 19 | Una croce tra le spighe       | Settembre 2001        | 156           |
| Savarese 20 | Wanted                        | Dicembre 2001         | 159           |
| Savarese 21 | L'ora delle streghe           | Aprile 2002           | 163           |
| Savarese 22 | Il siciliano, l'irlandese     | Luglio 2002           | 166           |
| Savarese 23 | Un lupo nella notte           | Dicembre 2002         | 171           |
| Savarese 24 | Fiabe nere                    | Aprile 2003           | 175           |
| Savarese 25 | Un bel giorno per Johnny      | Luglio 2003           | 178           |
| Savarese 26 | La notte dei federali         | Novembre 2003         | 182           |
| Savarese 27 | Fiori d'arancio               | Marzo 2004            | 186           |
| Savarese 28 | L'amara maledizione dell'odio | Giugno 2004           | 189           |
| Savarese 29 | Un figlio per Giovanni        | Ottobre 2004          | 193           |
| Savarese 30 | In fondo al tunnel            | Gennaio 2005          | 196           |
| Savarese 31 | Anonima omicidi               | Aprile 2005           | 199           |
| Savarese 32 | Il nemico senza volto         | Agosto 2005           | 202           |
| Savarese 33 | Dolore                        | Gennaio 2006          | 208           |

Nel 2012 Editoriale Aurea ha iniziato a riproporre la saga nella collana Mastercomix. Questa collana è pubblicata in bianco e nero in albi brossurati nel formato 18x26.
| Nr. Mastercomix | Serie      | Data di pubblicazione | Sceneggiatura | Disegni       | Nr. Pagine |
| --------------- | ---------- | --------------------- | ------------- | ------------- | ---------- |
| 007             | Savarese 1 | 19 novembre 2012      | R. Wood       | D. Mandrafina | 194        |
| 010             | Savarese 2 | Febbraio 2013         | R. Wood       | D. Mandrafina | 194        |
| 012             | Savarese 3 | 12 aprile 2013        | R. Wood       | D. Mandrafina | 190        |